# Балахтинский район
Балахти́нский райо́н — административно-территориальная единица (район) и муниципальное образование (муниципальный район) в центральной части Красноярского края России.
Административный центр — пгт Балахта, в 168 км к югу от Красноярска.

## География
Район находится в долинах рек Енисей и Чулым. Площадь территории 10250 км². Площадь сельхозугодий — 3445 км²; земли лесного фонда 6061 км², водного — 657 км². По размерам территория района занимает 12 место в крае.
Сопредельные территории:
- север: Козульский и Емельяновский районы Красноярского края
- северо-восток: Берёзовский район (Красноярский край)
- восток: Манский район
- юго-восток: Курагинский район
- юг: Идринский, Краснотуранский и Новосёловский районы Красноярского края
- запад: Ужурский район
- северо-запад: Назаровский район

## История
Балахтинский район образован 4 апреля 1924 года в пределах Красноярского уезда Енисейской губернии. В 1925 Балахтинский район в составе новообразованного Красноярского округа вошёл в Сибирский край. В 1930 Красноярский округ был упразднён и Балахтинский район вошёл непосредственно в состав Восточно-Сибирского края. В 1934 район вошёл в образовавшийся Красноярский край. В 1962 в связи с возведением Красноярской ГЭС и затоплением многих сёл и деревень к Балахтинскому району были присоединены Даурский и Новосёловский районы. В 1966 вновь отделён Новосёловский район.

## Население
| 1959    | 1970    | 1979    | 1989    | 2002    | 2009    | 2010    | 2011    | 2012    | 2013    |
| ------- | ------- | ------- | ------- | ------- | ------- | ------- | ------- | ------- | ------- |
| 18 849  | ↗31 487 | ↘27 491 | ↗28 572 | ↘25 518 | ↘23 467 | ↘21 000 | ↘20 881 | ↘20 573 | ↘20 205 |
| 2014    | 2015    | 2016    | 2017    | 2018    | 2019    | 2020    | 2021    |         |         |
| ↘19 868 | ↘19 506 | ↘19 163 | ↘18 837 | ↘18 664 | ↘18 407 | ↘18 179 | ↗18 298 |         |         |

Урбанизация
В городских условиях (пгт Балахта) проживают  38,24 % населения района.

## Территориальное устройство
В рамках административно-территориального устройства район включает 13 административно-территориальных единиц: 1 посёлок городского типа и 12 сельсоветов.
В рамках муниципального устройства, в муниципальный район входят 13 муниципальных образований — 1 городское и 12 сельских поселений.
В 1989 году из Балахтинского поссовета был выделен Красненский сельсовет.
| №        | Муниципальное образование | Административный центр | Количество населённых пунктов | Население | Площадь, км2 |
| -------- | ------------------------- | ---------------------- | ----------------------------- | --------- | ------------ |
| 1e-06    | Городское поселение       |                        |                               |           |              |
| 1        | посёлок Балахта           | пгт Балахта            | 4                             | ↗7266     | 519,76       |
| 1.000002 | Сельские поселения        |                        |                               |           |              |
| 2        | Большесырский сельсовет   | село Большие Сыры      | 3                             | ↘696      | 623,14       |
| 3        | Грузенский сельсовет      | село Грузенка          | 3                             | ↘316      | 272,13       |
| 4        | Еловский сельсовет        | село Еловка            | 4                             | ↘776      | 479,87       |
| 5        | Кожановский сельсовет     | село Кожаны            | 1                             | ↘1213     | 14,62        |
| 6        | Красненский сельсовет     | деревня Красная        | 2                             | ↘617      | 137,93       |
| 7        | Огурский сельсовет        | село Огур              | 4                             | ↘1129     | 1652,63      |
| 8        | Петропавловский сельсовет | село Петропавловка     | 4                             | →439      | 314,96       |
| 9        | Приморский сельсовет      | посёлок Приморск       | 4                             | ↘1911     | 506,43       |
| 10       | Ровненский сельсовет      | село Ровное            | 5                             | ↘788      | 274,42       |
| 11       | Тюльковский сельсовет     | село Тюльково          | 4                             | ↘1409     | 380,72       |
| 12       | Черёмушкинский сельсовет  | посёлок Черёмушки      | 5                             | ↘595      | 4720,59      |
| 13       | Чистопольский сельсовет   | посёлок Чистое Поле    | 5                             | ↘1448     | 352,58       |

### Населённые пункты
В Балахтинском районе 48 населённых пунктов.
| №  | Населённый пункт | Тип     | Население | Муниципальное образование |
| -- | ---------------- | ------- | --------- | ------------------------- |
| 1  | Балахта          | пгт     | ↗6998     | посёлок Балахта           |
| 2  | Балдаштык        | деревня | ↘35       | Грузенский сельсовет      |
| 3  | Безъязыково      | деревня | ↘190      | Красненский сельсовет     |
| 4  | Берёзовая        | деревня | ↘44       | Черёмушкинский сельсовет  |
| 5  | Большие Сыры     | село    | ↘657      | Большесырский сельсовет   |
| 6  | Виленка          | деревня | ↘32       | Большесырский сельсовет   |
| 7  | Вольный          | посёлок | ↘97       | Чистопольский сельсовет   |
| 8  | Гладкий Мыс      | деревня | ↘53       | Еловский сельсовет        |
| 9  | Грузенка         | село    | ↘389      | Грузенский сельсовет      |
| 10 | Даурское         | село    | ↘230      | Приморский сельсовет      |
| 11 | Еловка           | село    | ↘584      | Еловский сельсовет        |
| 12 | Ижульское        | село    | ↘138      | Приморский сельсовет      |
| 13 | Ильтюково        | деревня | ↘149      | Чистопольский сельсовет   |
| 14 | Кизылка          | деревня | ↘12       | Ровненский сельсовет      |
| 15 | Ключи            | деревня | ↘252      | Тюльковский сельсовет     |
| 16 | Кожаны           | село    | ↘1213     | Кожановский сельсовет     |
| 17 | Красная          | деревня | ↘514      | Красненский сельсовет     |
| 18 | Красный Ключ     | деревня | ↘145      | Огурский сельсовет        |
| 19 | Крюково          | деревня | ↘187      | Тюльковский сельсовет     |
| 20 | Курбатово        | село    | ↘45       | Ровненский сельсовет      |
| 21 | Куртюл           | деревня | ↘27       | Черёмушкинский сельсовет  |
| 22 | Кызыкчуль        | деревня | ↘0        | Грузенский сельсовет      |
| 23 | Малая Тумна      | деревня | ↘225      | Огурский сельсовет        |
| 24 | Малые Сыры       | деревня | ↘38       | Большесырский сельсовет   |
| 25 | Марьясово        | деревня | ↘156      | посёлок Балахта           |
| 26 | Могучий          | посёлок | ↘162      | Петропавловский сельсовет |
| 27 | Новотроицк       | деревня | ↘74       | Петропавловский сельсовет |
| 28 | Огоньки          | деревня | ↘9        | посёлок Балахта           |
| 29 | Огур             | село    | ↘682      | Огурский сельсовет        |
| 30 | Перово           | деревня | ↘0        | Чистопольский сельсовет   |
| 31 | Петропавловка    | село    | ↘403      | Петропавловский сельсовет |
| 32 | Приморск         | посёлок | ↘1696     | Приморский сельсовет      |
| 33 | Ровное           | село    | ↘639      | Ровненский сельсовет      |
| 34 | Смоленка         | деревня | →3        | Черёмушкинский сельсовет  |
| 35 | Таловая          | деревня | ↘180      | посёлок Балахта           |
| 36 | Тойлук           | деревня | ↘190      | Ровненский сельсовет      |
| 37 | Трясучая         | деревня | ↘103      | Еловский сельсовет        |
| 38 | Тукай            | деревня | ↘0        | Петропавловский сельсовет |
| 39 | Тюльково         | село    | ↘990      | Тюльковский сельсовет     |
| 40 | Тюлюпта          | деревня | ↘1        | Черёмушкинский сельсовет  |
| 41 | Угольный         | посёлок | ↘260      | Тюльковский сельсовет     |
| 42 | Холодный Ключ    | деревня | ↘81       | Ровненский сельсовет      |
| 43 | Черёмушки        | посёлок | ↘585      | Черёмушкинский сельсовет  |
| 44 | Чистое Поле      | посёлок | ↘1066     | Чистопольский сельсовет   |
| 45 | Чистые Пруды     | посёлок | ↘295      | Еловский сельсовет        |
| 46 | Щетинкина        | посёлок | ↘228      | Огурский сельсовет        |
| 47 | Якушево          | деревня | ↘177      | Чистопольский сельсовет   |
| 48 | Ямская           | деревня | ↘109      | Приморский сельсовет      |

Упразднённые населённые пункты:
- 1966 год — посёлок Кужня;
- 1977 год — посёлок Ясный;
- 2001 год — деревня Романовка.